# Yarriambiack
Yarriambiack är en kommun i Australien. Den ligger i delstaten Victoria, omkring 300 kilometer nordväst om delstatshuvudstaden Melbourne. Antalet invånare var 6 674 vid folkräkningen 2016.
Följande samhällen finns i Yarriambiack:
- Warracknabeal
- Murtoa
- Hopetoun